# はなまるマーケット
『はなまるマーケット』は、1996年9月30日から2014年3月28日までTBS系列局で毎週月 - 金曜の朝に基本的には生放送されていたTBS制作の生活情報番組である。略称は「はなまる」。

## 概要

### 開始の経緯と立ち上げ時
1996年春、TBS（現・TBSホールディングス）はオウムビデオ事件での責任を取る形で、ワイドショーの廃止を発表した。当該枠の前番組『モーニングEye』や午後枠『スーパーワイド』を終了、秋改編で芸能・時事問題を扱わない2つの「生活情報番組」、本番組と『素敵なあなた』を開始させることになる。
本番組開始にあたり、TBSは当時NHKが総合テレビでほぼ同時間帯で放送していた同じ生活情報番組『生活ほっとモーニング』（後述する『あさイチ』の前身番組）を参考にしたという。
総合司会は開始から終了まで一貫して岡江久美子・薬丸裕英が担当。一時期は両者の不仲説も囁かれたが、ともにこれを否定している。
番組当初のプロデューサーを務めた石川眞実によると、番組開始にあたり、会社からは「ワイドショーはやめろ」という指示はなく
- 「生放送であること」
- 「行き過ぎた取材をしないこと」

が与えられたルールであったが、そこに
- 「事件事故などの“発生もの”や芸能ネタをやらないこと」
- 「日常の幸せを大切に、明るく楽しく暮らせる“生活情報番組”にする」

という道筋を定め、内容のコンセプトを
- 「病院の待合室でも安心して見られる内容にすること」
- 「テレビは時代と寝ることは当たり前だが、あだ花のような時代の突出物には飛びつかないこと」
- 「芸能スキャンダルにはいっさい触れないこと」

と打ち出した。
この道筋から見られるように、ワイドショーには「発生ものや時代の突出物（いわば流行やスキャンダル）」に「行き過ぎた取材」がつきものであり、それが結果として打ち切り騒動につながっているという点も見られる。
これまで音楽番組やバラエティ番組を担当してきた石川が朝の新番組を担当するにあたり、総合司会として真っ先に頭に浮かんだのが同局の『天までとどけ』のイメージから岡江だったという。テレビ朝日の喫茶室で石川は岡江にオファーと番組の説明を行い、岡江は快諾したという。
石川は「スタートさせる時、とにかく時間がなかった。『モーニングEye』という前番組の終了決定が5月の連休明けで、『はなまる』は9月スタートですから約4か月しかない。企画書作成、キャスティング、スタッフ確保などに奔走しました。当時管理部門にいた私に後番組の企画・制作の指名があったのですが、今考えても入社以来一番働いた期間だったと思います」とも語っている。
石川は岡江にほとんど指示は出さなかったが、唯一「番組のオープニングで、昨日あったことや最近感じたことを、フリートークで薬丸さんと話してください。時間は短くても長くても構いませんから」と要請したことがあり、この番組冒頭の他愛もない会話が視聴者にウケ、このオープニングトークは後に好評となった。これは、石川と同じく立ち上げ時から構成担当として関わっていた放送作家の高橋秀樹の「司会の人は毎日やってくるが、全く何を話すか考えてこない。何も考えないで仕事に臨む人を僕は信用できない」というワイドショーの司会者に抱いていた不信感から石川に放送作家が台本を書かないという前提で提案したものである。
高橋によるとスタッフ・出演者体制のコンセプトも作られたという。出演者のコンセプトとしては
- 「出演者は岡江久美子より全員年下であること」
- 「曜日レギュラーはすべて子ども・夫もいる女性であること」
- 「リポーターという呼称は、ワイドショーを連想させるので使わずアナウンサーと呼ぶこと」
- 「はなまるアナは地方局でアナウンサー経験のあるものに限ること」
- 「はなまるアナはディレクターが調べたことをただ伝えるのではなく、自らもスタッフの一員になって情報を調べクルーのなかで当該情報に最も詳しい出演者になるように努めること」

という5つが掲げられた。
一方、スタッフは
- 「内容の責任者となる第2プロデューサーより年上の社員スタッフは入れないこと」
- 「女性スタッフの比率を3割以上にすること」
- 「それぞれのプロデューサーは分業ではなく、分担制とし、ほかの分担の否定的な意見は慎むこと」

という3つが掲げられた。前者の「アナウンサー」という呼称に関しては、TBSの社員ではない外部プロダクションのフリーアナウンサーも出演するため、アナウンスセンターから異議が出て、「はなまるアナ」という呼称に落ち着いた。「はなまるアナ」が取材の調査なども行う理由として、石川は開始前の打ち合わせで高橋から「ワイドショーっぽいっていうのはどういうことですか」と質問され、「リポーターがいること」「リポーターは何も知らないのに、ディレクターの操り人形になっていること」と答えている。これは前述にある高橋が抱く「何も考えないで仕事に臨む人」にもつながる。
番組開始当時「半年間の“つなぎ”だから」とスタッフに言われたと番組10周年の記者会見で薬丸 が語っていたが、結果的に1990年代後半以降開始のTBS平日帯番組の中では17年半も続いた唯一の長寿番組となった。
番組開始にあたって、「はなまる君」というマスコットキャラも作られた。

### 内容・エピソード
生放送という放送形態や番組のカラー、また出演者のキャラクターなどが相まって、何かしらのハプニング（NG）を起こすことが多く、特に初期の頃は岡江と斎藤のNGが『オールスター赤面申告!ハプニング大賞』の常連になっていた（岡江の迷言・珍言はもちろんだが、冷静に物事を運んでいる薬丸も葡萄の話題で岡江から「何葡萄が好きですか?」と尋ねられた際に「巨峰」という所を「巨乳」と答えてしまうなど）。
「とくまる」の部分はライオン一社提供 で、途中で佐藤遙子、伊津野亮、吉田玲奈、山本英里（以前にも出演していたが、産休のため吉田に交替。2010年4月5日から再登場、その時のペアは佐藤。なお、吉田も引き続き出演）藤代太一による生コマーシャルが挿入される。2000年代途中までは全ての枠で提供コメントがなかった が、その後は「とくまる」のパートに限り提供コメント（前提供）が行われている。視聴者主婦の自宅を取材したVTRには視聴者宅のライオン製品が多く映される。なお、ライオンは当番組の後を受けた『いっぷく!』→『白熱ライブ ビビット』→『ビビット』→『グッとラック!』→『ラヴィット!』でも8時台のスポンサーに付いているが、「番組を放送しているスタジオから生放送する」本来の意味合いでの生コマーシャルは本番組終了を以て廃止され、『いっぷく!』以後の番組は体制を別スタジオで事前収録したものに変えている（内容自体に変わりはなく、放送も1回限りなのはそのまま）。
9時台は（一部は日替わりで）各社30秒ずつ。番組名の由来は、当時番組後半（前半は『モーニングEye』同様、ライオンが担当）（中盤はジャパネットたかたが担当）のスポンサーだったマイカルのSATY（現在はイオンリテールのイオン店舗）の「はなまる市」の宣伝のためのものだった。マイカルは安達祐実→佐藤藍子を起用し「はなまる市」テレビスポットを大量投入していたが、番組スポンサーを行うことで全国エリアでの認知を目指した。
中部日本放送（現在：CBCテレビ）制作のテレビアニメでつボイノリオがゲスト出演したこともあり、当日の番組ではコスプレ衣装を着て登場していた（1回目は『モンスターファーム』シリーズのツノマル、2回目は『真・女神転生デビチル』のヴァンパイア、3回目は『星のカービィ』のコックナゴヤだった）。
2000年10月には、派生番組『ウラまるカフェ』が同局の深夜枠で放送された。総合司会はブラザー薬丸（薬丸裕英の弟という設定で、サングラスを着用していた）と豊田綾乃（TBSアナウンサー）が務め、“おねむ”や“ウラまるアルバム”など「はなまるカフェ」に似せたコーナーもあった。ゲストも岡江の夫・大和田獏、本家の裏番組『情報プレゼンター とくダネ!』（フジテレビ系列）総合司会の小倉智昭をはじめ、本家では出演不可能なゲストが登場した。また、深夜番組であるためトーク内容も過激なものが多く、ピー音で処理されることもしばしばあった。本番組は2001年に3月で一旦終了するも、同年10月より『帰ってきた!ウラまるカフェ』と改題の上で放送を再開し、2002年3月まで放送された。
2005年9月30日には放送開始9周年（九州年）と位置付け、福岡Yahoo!JAPANドームから生中継を行った。また、世界陸上大阪大会開催前日である2007年8月24日には、そのメイン会場である長居スタジアムから生中継を行った。
毎週金曜日には出演者のスケジュールの都合により、録画放送になる場合もあった。また、学校の長期休暇期間中など、オープニングやエンディングのみを新規に事前収録し、総集編や単発企画を放送することがある。逆にゲストの都合により「はなまるカフェ」のみ事前収録になることもある。なお、事前収録の場合、本来進行アナウンサーが担当する天気予報（台風接近時には台風情報も）は、報道フロア担当のアナウンサーが担当する。
年末年始については、基本的に休止（曜日配列によって分かれる）となる。但し、2001年 - 2004年については、年末は大晦日まで放送（11:24までの拡大版となった年もある）していた（当時の新聞ラ・テ欄で確認できる）。
2006年12月15日の放送分で「トイレ掃除の前に熱湯を便器にかけると、消毒になり、汚れも落としやすくなる」などと紹介し、放送後、視聴者から「試したら便器にひびが入った」と苦情が寄せられたほか、同様の問い合わせがあった業界団体・日本衛生設備機器工業会からも指摘を受けた。TBSでは「便器を破損させる恐れがある」として、同種の方法を試さないよう本番組と番組ホームページで呼びかけた。
2008年6月17日の放送分で放送3000回になり、これを記念して、パパイヤ鈴木の振り付け、演出によるはなまるオリジナルの携帯用着ムービーが1か月間無料でダウンロードできるサービスを行った。2012年5月21日には放送4000回を迎えた。
2014年1月17日（金曜、前述の通り収録放送）の放送中に突然画面が乱れ、約1分間カラーバーなどが放送されるトラブルがあった。その後放送再開後に字幕テロップで謝罪文を表示。また放送終了後に番組ホームページにて「送出関連のトラブルにより一時画面が中断されてしまいました」として視聴者に謝罪した。

### 視聴率の推移と番組の「ゴール」
開始当時午前中のワイドショーは『モーニングEye』同様、芸能ニュースや事件をメインに扱っており、生活情報に焦点を当てる番組は異例であった。本番組は当初視聴率3%台の日も珍しくなかったが、1997年に入ると6%台を記録するようになり、徐々に波に乗っていく。他局に時事・芸能中心のワイドショーが並ぶ中での「生活情報番組」という番組カラーもあって、長らく7 - 8%台をキープするようになる。
1998年5月26日、民放他局の各ワイドショーが前日に電撃挙式をした松田聖子を大々的に取り上げる中、本番組が節電をテーマに放送すると、当時歴代最高の11.1%を叩き出し、日本テレビ『ルックルックこんにちは』10.5%、テレビ朝日『スーパーモーニング』8.4%、フジテレビ『ナイスデイ』6.6%と、他局を抑え同時間帯1位を記録。聖子のニュースバリューが下がっていたわけではなく、前日の午後のワイドショーでは視聴率が倍増しており、26日の朝のワイドショーも前週に比べ、数字が上がっていた。前日から、どのチャンネルでも同じような内容を取り上げていたため、本番組の需要が増したと見られる。その後も安定した視聴率を記録していった。
本番組の成功によって、他局のワイドショーも芸能や事件だけでなく、生活情報なども幅広く取り上げるようになったともされる。
2003年頃からしばらく視聴率が低調傾向にあったが、2005年春に開始した前座番組『みのもんたの朝ズバッ!』が一時期視聴率好調に転じたことにより、こちらの視聴率も復調。
しかし2010年代に入ってからは5%以下を記録するなど低迷。2010年春にNHKが総合テレビで開始した『あさイチ』 に視聴者を奪われたことが背景にあるほか、他の民放各局が8:00から放送するワイドショーに対しても苦戦を強いられるようにもなった。
これらの事情などから番組の終了が決定し、2013年11月6日放送のオープニングにて岡江と薬丸から「番組がゴールを迎える」という表現を用いた上で、2014年3月28日の放送をもって終了することを発表。
薬丸は『週刊文春』（2013年11月14日号）の直撃取材で番組終了を知らされ、その場で「50歳までやりたかった」と語った。なお、薬丸は同年3月31日より同時間帯にテレビ東京（一部時間帯のみBSジャパン〈現：BSテレ東〉でも放送）で生放送される同様の生活情報番組『生活情報マーケット なないろ日和!』の司会に就任し、TBSテレビの番組では『トコトン掘り下げ隊!生き物にサンキュー!!』（2014年5月7日 - 2018年9月19日、水曜19:00 - ）のレギュラーに起用された。
一方で芸能記者が「岡江が当時1人暮らしをしていた高齢の母親の介護をするため、拘束時間の長い『はなまる』を続けることは難しいと判断し、降板を希望、薬丸は『2人でやってきた番組なのだから、岡江さんが辞めるのなら続ける意味がない』とスタッフに伝え、話し合いを経て番組終了が決まった」とも話している。
2013年11月27日に行われたTBSテレビの定例会見で社長の石原俊爾は「私が編成現場にいた時にスタートしたので思い入れがある。17年間貢献して頂いた。長い間活躍してくれた出演者、制作スタッフに感謝したい」と述べ、番組終了を惜しんだ。編成局長の佐々木卓は終了理由について「今年度に入ってから視聴率が若干低迷していた。出演者や視聴者に感謝を込め、堂々と番組の区切りを付けられるタイミングを総合的に勘案して決めた」と説明した。
最終回は、番組開始時からの名場面を振り返る特別版として放送された。そして、エンディングでは番組を支えた共演者・スタッフが集まり、岡江・薬丸がレッドカーペットの上を歩きゴールテープを切った。その後、番組から花束を贈呈された薬丸と岡江がそれぞれ感謝のコメントを述べ、通算17年半・全4471回の歴史に幕を下ろした。

### 番組終了後
同年3月31日からは後継番組として、国分太一（TOKIO）が総合司会を務める『いっぷく!』が放送開始。同日に終了した前座番組『朝ズバッ!』の後継番組『あさチャン!』の放送終了時刻が8:00になるのに合わせ、『いっぷく!』の開始時刻は、本番組より30分早い8:00。また、生活情報・ゲストトークに加え、芸能・時事・スポーツ関連のニュースも扱った。編成の背景には、同時間帯で高視聴率を維持しているNHK総合テレビ『連続テレビ小説』・『あさイチ』および、8:00から放送を開始している民放他局のワイドショーへの対策などが挙げられた。
岡江は2017年7月5日以降、『あさイチ』に不定期出演した。岡江の逝去後には夫の獏や娘の大和田美帆も『あさイチ』にゲスト出演することがある。
2020年4月、岡江の新型コロナウイルス（COVID-19）による感染症での死去（63歳没）が公表された直後のTBSの各報道・情報番組にて、岡江の訃報の報道に際し、番組初回の本番開始直前からオープニングの模様や番組中でのハプニング、最終回のエンディングにおける岡江のコメントの場面が放送された。初回のオープニングに関しては他局の情報番組にも提供された。また、「岡江を17年半もこの番組に付き合わせたことは、本当に良かったのか?」との石川の複雑な胸中が報じられた。

## 地デジ化に伴う番組のハイビジョン化、字幕放送、データー放送について
番組が放送されていた期間内には、テレビがアナログ放送からデジタル放送へ移行する時期が含まれている。その期間内に、番組がハイビジョン化され、更に字幕放送も開始。移行後は、データ放送も開始された。
- ハイビジョン化について

ハイビジョン化については、赤坂のTBS本社放送センター内の本番組で使っているスタジオのハイビジョン化工事が遅れたため、2005年1月にハイビジョン化されたものの、検討課題が多いという理由から、途中から一旦SD（標準画質）ワイド放送にしてみたり、720iでの放送を実施したりと色々と試行錯誤をした末に、同年7月頃にまずスタジオ内の映像が1080iのハイビジョン撮影になり、2007年4月までには取材部分も全面ハイビジョン撮影と、段階的に移行した。朝や昼のワイド番組で取材部分まで全面ハイビジョン化をいち早く行ったのは、民放では本番組が初めてである。この当時、TBSを含む他番組ではスタジオ内の映像こそハイビジョン化されていたが、まだ取材部分はSD取材がほとんどだった。

また、ライオンの生コマーシャルの部分も、生放送時は同時にハイビジョン化されたが、番組が事前収録の場合、2010年7月2日までは、アスペクト比4:3画面となっていたが、その後は事前収録時含め全てハイビジョンとなった。

なお、本番組のハイビジョンによるビデオ保存については、スタジオのハイビジョン化工事が終わった時点から、それで収録保存している（それ以前は、標準画質（SD）にて収録保存）。
- 字幕放送・データ放送について

2007年3月29日の放送からはリアルタイム字幕放送を、2011年9月26日の放送分からはデータ放送を、それぞれ実施している。

## 放送時間
| 期間      | 期間      | 制作局のTBSでの放送時間 （日本標準時） | ネット局 | ニュースの 排他協定 |
| --------- | --------- | -------------------------------------- | -------- | ------------------- |
| 1996.9.30 | 1999.3.31 | 平日 8:30 - 10:20（110分）             | 25局     | 未発動              |
| 1999.4.1  | 2005.3.25 | 平日 8:30 - 10:20（110分）             | 26局     | 未発動              |
| 2005.3.28 | 2009.3.27 | 平日 8:30 - 9:55（85分）               | 26局     | 未発動              |
| 2009.3.30 | 2014.3.27 | 平日 8:30 - 9:55（85分）               | 28局     | 発動                |

110分時代においては、一部の祝日の日と報道特別番組がある日は9:55までの放送だった。

## ネット局
| 放送対象地域  | 放送局                    | 系列    | 備考                                         |
| ------------- | ------------------------- | ------- | -------------------------------------------- |
| 関東広域圏    | TBSテレビ（TBS）          | TBS系列 | 制作局 2009年3月までの社名は「東京放送」     |
| 北海道        | 北海道放送（HBC）         | TBS系列 |                                              |
| 青森県        | 青森テレビ（ATV）         | TBS系列 | 110分時代は一貫して9:55飛び降り              |
| 岩手県        | IBC岩手放送（IBC）        | TBS系列 | 1999年3月26日まで9:55飛び降り                |
| 宮城県        | 東北放送（TBC）           | TBS系列 |                                              |
| 山形県        | テレビユー山形（TUY）     | TBS系列 | 1998年3月27日まで9:55飛び降り                |
| 福島県        | テレビユー福島（TUF）     | TBS系列 | 1999年10月4日 - 2001年3月30日は9:55飛び降り  |
| 山梨県        | テレビ山梨（UTY）         | TBS系列 |                                              |
| 新潟県        | 新潟放送（BSN）           | TBS系列 |                                              |
| 長野県        | 信越放送（SBC）           | TBS系列 |                                              |
| 静岡県        | 静岡放送（SBS）           | TBS系列 | 1999年4月5日 - 2005年3月25日は9:55飛び降り   |
| 富山県        | チューリップテレビ（TUT） | TBS系列 |                                              |
| 石川県        | 北陸放送（MRO）           | TBS系列 | 1998年3月27日まで9:55飛び降り                |
| 中京広域圏    | 中部日本放送（CBC）       | TBS系列 | 現：CBCテレビ                                |
| 近畿広域圏    | 毎日放送（MBS）           | TBS系列 | 選抜高等学校野球大会中継実施日は9:55飛び降り |
| 鳥取県 島根県 | 山陰放送（BSS）           | TBS系列 | 2009年3月30日からネット開始                  |
| 岡山県 香川県 | 山陽放送（RSK）           | TBS系列 | 現：RSK山陽放送                              |
| 広島県        | 中国放送（RCC）           | TBS系列 | 2004年10月4日 - 2005年3月25日は9:55飛び降り  |
| 山口県        | テレビ山口（tys）         | TBS系列 | 1999年4月1日からネット開始                   |
| 愛媛県        | あいテレビ（itv）         | TBS系列 |                                              |
| 高知県        | テレビ高知（KUTV）        | TBS系列 |                                              |
| 福岡県        | RKB毎日放送（RKB）        | TBS系列 |                                              |
| 長崎県        | 長崎放送（NBC）           | TBS系列 | 110分時代は一貫して9:55飛び降り              |
| 熊本県        | 熊本放送（RKK）           | TBS系列 | 1999年3月26日まで9:55飛び降り                |
| 大分県        | 大分放送（OBS）           | TBS系列 |                                              |
| 宮崎県        | 宮崎放送（MRT）           | TBS系列 | 2009年3月30日からネット開始                  |
| 鹿児島県      | 南日本放送（MBC）         | TBS系列 | 2002年3月29日まで9:55飛び降り                |
| 沖縄県        | 琉球放送（RBC）           | TBS系列 |                                              |

### ネット局に関する備考
- 放送時間が10:20までの放送だった2005年3月25日の放送分までの8年半においては、通常時のフルネット局では臨時に9:55飛び降りを行うことがあった一方、逆に通常時の9:55飛び降り局でも臨時にフルネットを行うことがあった。
- 長崎放送は、10月7日に開催される長崎くんち中継の特別番組がこの日に放送されることから、平日がこの日に当たった場合はネット返上となった。
- 2005年3月28日からTBS平日ワイド大改編を行い、11時台前半に情報番組を新設（『きょう発プラス!』。現：『ひるおび!』）。これに伴い放送時間が9:55までとなり、放送枠が25分縮小された。その影響で「クイズママダス」が終了した。これにより、全ネット局の通常時における放送時間が統一されることになった[注 10]。それまでは9:50頃のCMに入るタイミングで飛び降りとなっていた[注 11]。
- 開始当初のネット局は1995年10月から1年間行われた『モーニングEye』を引き継ぎ、TBS系列28局のうち山陰放送・テレビ山口・宮崎放送を除く25局。2009年3月30日からは28局フルネットとなった。
- 開始当初未放映だったテレビ山口（1987年まではFNS系列とのクロスネット局だった）は開局時からフジテレビ制作平日午前のワイドショー（『小川宏ショー』→『おはよう!ナイスデイ』→『ナイスデイ』）を同時ネットで放送し続けてきたが、1999年3月31日の『ナイスデイ』の終了を機にフジテレビ制作平日午前のワイドショーの同時ネットから離脱し[注 12]、翌4月1日から本番組の同時ネットを開始した。ネット開始初回となった放送のオープニングでは総合司会の2人が番組の流れや曜日別企画を紹介した。フジテレビ系列新局開局を伴わずにフジテレビ制作平日午前のワイドショーから本来のTBS系列の番組へ切り替えた例は、1980年春の改編におけるIBC岩手放送[注 13]の同時ネット開始[注 14]に次いで2例目となった。
- 山陰放送・宮崎放送は1966年以来テレビ朝日制作平日午前のワイドショー（『モーニングショー（第1期）』→『スーパーモーニング』）を同時ネットで放送し続けてきた。両局ともゴールデンタイムに放送された本番組の特別番組のみについては同時ネットした[注 15]。
  - 宮崎放送が『スーパーモーニング』を放送していた頃、視聴者から宮崎放送に対し、「『スーパーモーニング』から『はなまるマーケット』にネットを切り替えてほしい」という声が多く寄せられていた[注 16]。
  - 両局ともにTBSが本番組を休止して同時間帯で放送する『JNN報道特別番組』、世界陸上やオリンピックの中継などネット受けが定められている番組については、『スーパーモーニング』を休止してTBSからのネットを受けていた（番組放送時間中に急遽報道特番が組まれた場合、JNN冠が付かない場合は途中打ち切りはなかった）。『スーパーモーニング』の開始前は『みのもんたの朝ズバッ!』（後の『朝ズバッ!』）が8:27でエンディングとなり、ステブレがあり、飛び乗りで『スーパーモーニング』を始めていた。
- 2007年8月27日 - 31日は、9:55 - 10:50に「はなまるな世界陸上」というサブタイトルをつけて、TBSスタジオと長居陸上競技場の2元中継で本番組のメインキャスター陣・曜日レギュラーが引き続き進行する「世界陸上大阪大会」の模様を実況中継した。なお、当時本番組をネットしていなかった両局にもネットされた。
- 2008年9月15日はコーナー内で宮崎を特集したが、肝心の宮崎放送ではネットされなかった（後述する宮崎放送のネット開始時に東国原がこのことを指摘した）。
- 2009年3月16日は『2009 ワールド・ベースボール・クラシック第2ラウンド「日本×キューバ」』中継を延長したため、実質9:00から放送を開始したため、「とくまる」を休止し、「はなまるカフェ」からスタートした。ただし、スポンサーの関係上、編成・EPG上は8:30から本番組としての扱いとなっており、8:30に一旦メインキャスターの2人が登場し（試合映像の右上にワイプ画面でスタジオが映る）、挨拶と中継が続く旨のコメントをした後、中継に戻った。中継終了後、現地の放送席とスタジオとのクロストークを挟んで、9:00から番組本編となった。この時間帯もライオンが提供しており、通常時と同様の提供クレジットを表示していた。なお、リアルタイム字幕放送も8:30から通常通り開始した。8:30までの本編では字幕放送がなかったWBC中継も、8:30以降は行われた。この時も山陰放送・宮崎放送は中継を8:30で飛び降りて『スーパーモーニング』に切り替わっていた。
- 2009年3月27日をもって、山陰放送・宮崎放送は『スーパーモーニング』を打ち切ったことで、翌週の30日より本番組の同時ネットが開始された。これにより、番組開始から12年半後にTBS系列28局フルネットで放送されるようになり[注 17]、同時に「はなまるニュース」でJNN協定が発動することになった。これに伴い両局ともに『朝ズバッ!』もフルネットになった。ネット開始初回となった放送のオープニングでは鳥取・島根・宮崎でのネット開始に触れ、母親が宮崎出身の岡江は感激していた。また、当時同県知事の東国原英夫によるVTRコメントもあった。テレビ朝日系列新局開局を伴わずにテレビ朝日制作平日午前のワイドショーから本来のTBS系列の番組へ切り替えた例は、1981年春の改編における新潟放送の同時ネット開始[注 18]に次いで2例目となった。
- 2011年4月1日の『スーパーモーニング』終了の前日である同年3月31日をもって、前身番組『モーニングショー（第1期）』からテレビ朝日制作平日午前のワイドショーをネットしてきた日本テレビ系列の北日本放送・四国放送が、前述の山陰放送・宮崎放送の『スーパーモーニング』打ち切り及び本番組のネット開始以来となるテレビ朝日制作平日午前のワイドショーのネットを打ち切り、4月1日から本来の日本テレビ系列の番組だった日本テレビ制作の『スッキリ!!』の同時ネットに切り替えたのに伴い、この日以降の本番組は1972年4月3日の『モーニングジャンボ奥さま8時半です』開始から39年にしてテレビ朝日制作平日午前のワイドショーのネット局と放送地域を上回ることになり、同時間帯の番組としてはネット局と放送地域では最多の番組となった。

## 番組の流れ

### オープニングトーク
番組導入部で行われるその日のレギュラーメンバーが揃ってトークするコーナー。『朝ズバッ!』の後、間にCMを挟まずに始まるが、番組カラーや特性、成り立ちもあって『朝ズバッ!』や前枠で放送された報道情報番組で紹介した内容に触れることはほぼない。例外として、『朝ズバッ!』のエンディングでおめざフェアが紹介されたことがあり、オープニングトークでみのもんたに感謝する場面があった。なお、『朝ズバッ!』開始以前の2005年3月25日までは、前時間帯の番組（廃止当時は『ウォッチ!』）の本編が終了した直後に15秒間（8:27.15 - 8:27.30）の生予告を行い、その後ステブレCMを挟んで始まっていた。この予告内では主として「今日の目玉」→「とくまる」の内容紹介を岡江・薬丸（日によっては斎藤やレギュラーメンバーなども加わっていた）がコント仕立てで行っていた。これは前番組の『モーニングEye』から引き継いだものである。
ベイ・シティ・ローラーズの曲「二人だけのデート-I only want to be with you-」（2004年4月から2013年12月まではTommy february6のバージョン）をバックに岡江、薬丸の挨拶の後、その日のトークテーマに沿ったトークが展開される。画面上では日付とともに記念日・誕生日を迎えた著名人の名前が表示される。2009年にオープニングが2部構成になってからは、明確なテーマも持たせた部分は第2部に任せる形としたため、第1部にあたるこの部分は軽めのトークとなっている。
その後、2人により曜日レギュラー、進行アナウンサーの順に呼ばれ（アナウンサーがオープニングトークを進行する場合も、アナウンサーよりも先に曜日レギュラーが呼ばれる）、さらにトークが展開され、最後にその日の放送内容を簡単に紹介した後、岡江のリードで「それでは今日も（月曜の場合は「今週も」）楽しくやりましょう! 『はなまるマーケット』、オープン!」、最終回は、「それではゴールに向かって行きましょう!『はなまるマーケット』、オープン!」と全員でコールしながらポーズを取り、一礼してから、番組がスタートする。以前地震など災害があった翌日などの放送では、「今日も頑張っていきましょう! 『はなまるマーケット』、オープン!」もしくは「今日も元気にいきましょう! 『はなまるマーケット』、オープン!」と変わることがあり、特に東北地方太平洋沖地震（東日本大震災）発生後の最初の放送となった2011年3月17日はポーズなしで岡江が「『はなまるマーケット』、スタートです」とコールするのみであった。また、岡江が夏休みの時ピンチヒッターが来た時は、薬丸のリードによる「今日も張り切っていきましょう! 『はなまるマーケット』、オープン!」に変化する。ただし、2008年の岡江の夏休みの際はピンチヒッターを一切呼ばなかったこともあり、薬丸ではなく曜日レギュラーが、岡江とほぼ同じ台詞でこの部分の音頭を取っていた。2002年10月にリニューアルまで、進行アナウンサーは呼び込み形式ではなく、岡江・薬丸・曜日レギュラーのトークがひとしきりついたところで「おはようございます!」といいながら入ってくる形式であった。最末期にはレギュラー・進行アナウンサーも8:30の時点で板付きの状態になっていた。
2002年10月からオープニングの構成が変更され、8:30ちょうどにオープニングCG、その後にオープニングトークと「はみだしセレクション」というスタイルになり、「はなまるマーケット、オープン!!」の台詞はこの期間一切なかったが、1年後の2003年10月に戻している。
直後に番組タイトルCG 表示され、曲にビンゴボンゴの『ユウスケの「サマー・ビーチジゴロ」』の一部を使い、前半の一社提供であるライオンの表示まで流れる。なお、この曲は番組前予告・CM入り・エンド5秒の次回予告で間奏部分が使われていた。また、この曲のボーカルであるユースケ・サンタマリアは、この番組に使われた縁ではなまるカフェにゲスト出演している。この曲は2004年3月まで使われ、その後は末期まで別の曲が使われていた（番組前予告・CM入り・エンド5秒もBGM変更。最終回の2014年3月28日に再使用）。
なお、2009年にオープニングが2部構成になる以前は、以下のようなトークスタイルが見られていた。
新製品紹介
注目の新製品を進行アナウンサーが紹介する。日テレNEWS24（CS）・日本テレビ『Oha!4 NEWS LIVE』の「モノ☆しり」や、テレビ東京『ワールドビジネスサテライト』の「トレンドたまご」と、扱う製品が重複することがあった。
はなまわる君
その日のトークテーマを決めるはなまわる君というルーレットが、シブがき隊 の「YMF COME TOGETHER」という曲に合わせて登場する（ルーレットが乗せられた台をエプロン隊が持ってくる）。これは、事前に視聴者から募集したファクシミリやメール用紙が赤、白それぞれの封筒に入れて円形状にセットしてあり、ルーレットの上部に取り付けている矢印状のシートにより選ばれるしくみになっている。モダンチョキチョキズの曲「ジャングル日和」にあわせて岡江が回し、止める。赤が選ばれれば岡江が、白が選ばれれば薬丸が読むのがルールである。その内容は視聴者が日々の生活の中で感じる様々な疑問に二人がコメントを寄せる形で行われる。加藤シルビアがレギュラーに加わって以降、全くと言っていいほど見られなくなった。
はなまるエプロン隊 オブ ザワールド
海保知里が司会者として参加していた頃に開始。海保（→赤荻）が、海外から来日した有名人にインタビューする（事前収録）。インタビューの最後に番組オリジナルのエプロンを相手に贈るのが恒例である。海保は通訳を介さずにインタビューしていたが、さすがに後任の赤荻は通訳を介して行っていたようである。そのためか回によっては、海保同様に帰国子女である新井麻希がインタビュー役を務めることもある（こちらは通訳なし。ただし、あくまで赤荻のスケジュールの都合による代役とのこと）。
また、ゲストが自らスタジオに生出演し、岡江や薬丸とトークすることもある。この場合は薬丸が番組オリジナルのエプロンを贈る形となる。
このタイプのコーナーは、他局では6時 - 7時台の情報番組で行われることが多いが、「朝ズバッ!」がエンタメ枠をかなり短くしていることから、この番組で代替しているといえる。赤荻が去った後は放送されていない（ただし、スタジオ生出演のパターンは現在も時々行われている）。
赤荻歩の"和を極める"
赤荻が司会者として参加していた頃に数回放送。赤荻が日本の伝統やそれにまつわる事項を取り上げていた。赤荻が去った後は放送されていない。
はな玉（ボール）くん
2008年6月23日より登場。カプセルトイの容器が数個入った透明のボックスが、SMAPの「世界に一つだけの花」に乗せて登場する（初回のみシブがき隊の「スシ食いねェ!」だった）。容器の中にはある共通の大テーマに基づいたキーワードがそれぞれ入っている。この容器をボックスから1つ取り出し、中に入っているキーワードをテーマにしてトークを行う。これを同じ大テーマで、一週間の放送において毎回繰り返す（一度引かれたキーワードは翌日の放送では外される）。
初回のみ「はなだまくん」と呼んでいたが、翌日の放送からは「はなボールくん」という呼び名となった。
その他
ルーレットを使用せずにメッセージを読んだり、事件性を伴わない、前日にあった世の中の明るい出来事を取り上げたり（ただし、あまりにも大きな災害が起きた翌日は、事件性があるとはいえそれに触れざるを得ないこともある）、前日のトークテーマを受けての解答編、さらに一週間通して共通のテーマを設けるなど様々なパターンが存在する。また、加藤がレギュラーに加わってからはVTRを交えたオープニングトークが多用され、後述のオープニング第2部へ拡大している。その他、TBSが放送権を持つスポーツイベントの期間中の放送では、そのスポーツイベントの話題が必ずといっていいほど取り上げられる。
これらについては前述した番組の成り立ちにも関係があるほか、番組当初のプロデューサーを務めた石川眞実が岡江に唯一お願いしたこととして「番組のオープニングで、昨日あったことや最近感じたことを、フリートークで薬丸さんと話してください。時間は短くても長くても構いませんから』とお願いした。」という。また、一時期を除いて終了まで一貫して行っていた「『はなまるマーケット』、オープン!」のコールは岡江が番組開始前日のリハーサルで考案したものである。

### 曜日企画（オープニング第2部）
前述のように加藤シルビアのレギュラー入り以降、VTRを交えたオープニングトークが頻繁に見られるようになり、「クイズデイリーママダス2009」廃止で「とくまる」「はなまるカフェ」の2コーナー体制になってからはそのVTR自体も長く取られるようになったことから、2009年12月7日からは一旦「はなまるマーケット、オープン!」のコールを挟んで、それに続いてVTRを交えたテーマトークを行う形となり、オープニング自体が2部構成となった。公式サイトでもコーナー名は「オープニング」となっている。
2010年3月26日までの構成としては、2002年から2003年に放送されていた「はみだしセレクション」のコーナーに近く、トレンド情報や季節の話題など様々な日替わりの旬のトピックスに基づいてVTRを交えつつシルビアが解説をする形であった。日によっては休止され、この場合は「とくまる」を拡大して対応していた。
2010年3月29日からはこれを発展させ、曜日レギュラーが進行するコーナーとなった。過去にも曜日レギュラーのコーナー枠があり、番組立ち上げ当初は10時台の放送、後に「クイズママダス」と時間を入れ替え9時台後半に放送されていた（ただし、「アイアムレシピ」が放送されていた2002年9月から2003年3月までは一時的に10時台の放送となっていた）が、「クイズデイリーママダス2009」の開始に伴い、2009年4月24日の放送をもってすべて休止となっていた。それ以来、約11か月ぶりの復活となる。2012年9月ですべて終了となり、10月から日替わりとなった。

### とくまる
番組開始当初より続いている「はなまるカフェ」と共に番組を支える柱となるコーナー。番組開始当初は「今日の目玉」というコーナータイトルであった。この時間帯における中心視聴者である主婦を対象に健康、料理、レジャーなどその時々でもっとも関心があるものや出来事にスポットをあて、それらの最新情報や便利な利用法をはなまるアナと呼ばれるリポーターのリポートでVTRやスタジオ内で紹介する。このコーナーから後述する様々な人気企画や関連書籍が生まれたり、生放送ならではのハプニングや機動性が発揮されるなど番組の長寿化を支えている。
特に傾向として目立つのが料理に関する話題である。旬の食材にスポットを当て、料理人や料理研究家の協力を仰いで家庭でも簡単に作れる料理のレシピを紹介したり、ハンバーグ、コロッケといった家庭の定番料理を敢えて採り上げ、それをプロの技で一段と美味しくする方法を紹介するコーナーなどが代表で、また定期的に視聴者からテーマを決めて創作料理を募集するコーナーもある。また、栄養・健康に関する話題は極力抑えており、あくまで美味しく料理を作り、食べることが主題である。過去と同じテーマが何度も採り上げられることも多い。
はなまるアナのリポートやその日のテーマに沿った専門家に直接スタジオに来てもらい説明を行なったことに対して、レギュラーメンバーが質問や意見を述べたり、はなまるアナがリポートの中で体験したことをメンバーが追体験することでコーナーが進行する。特に料理をテーマに選んだ際、コーナーの中で作られる料理を食べた際のメンバーの正直なコメントはしばしばTBSの他の番組で取り上げられるほどである（特に有名なのが、薬丸の「これ、美味しい!」）。
はなまるアナの右後ろにある説明テロップ等を表示するための液晶テレビはほとんどの番組（NHK・民放各局とも）ではメーカー名の部分にボディーと同色のビニールテープを貼り隠している（プラズマテレビやブラウン管テレビも同様）のに対し、当コーナーではメーカー名がはっきり読めるくらいアップで映ることがある。使用メーカーは番組の9時台後半に隔日提供を行っている三菱電機の製品を使用している。

### はなまるカフェ→NEWはなまるカフェ→はなまるカフェ
ゲストを招いてのトークコーナーで、カフェに見立てたセットから放送。ゲストお気に入りの飲食物「おめざ」が用意され、「はなまるアルバム」と称する、ゲスト自らがインスタントカメラで撮影した日常風景を紹介する写真を解説する形でコーナーが進行する（長年、変化なくパネルに写真を貼る形だったが、2013年10月7日からはモニターに写真を表示するスタイルに変更している）。記念すべき第1回のゲストは山田邦子だった。最多出場と当コーナー最終回となった2014年3月27日のゲストは陣内孝則だった。ゲストが紹介する「おめざ」と写真を交えてのトークが人気を呼び、長寿番組を決定づけたコーナーである。原則として毎日1名（コンビやトリオの場合、1組）ずつだが、不定期で特別編として2名招くことがある。
2013年10月7日より番組リニューアルの一環として、「NEWはなまるカフェ」にコーナー名が変更されたが、1か月で元のタイトルに戻っている。
このコーナーでの薬丸のトークの進め方の特徴は、相手に話を聞くとき、かならず「えっ、〜ですか?」のように、「えっ」という単語を用いることである。また、稀にゲスト等の都合により前コーナーのとくまるをこの時間に放送し、はなまるカフェはオープニング後の最初のコーナーで放送すること
もある。2008年10月からは、曜日レギュラーも参加するようになった。2009年8月からはなまるパフェ（ゲストが視聴者からの質問に答えるコーナー）がスタートした。2009年8月から次回のゲストの名前がこのコーナーで表示されるようになった。
テーマ曲
- 初代：? （1996年 - ?）歌ではなく、ナレーションにインストゥルメンタル曲をかぶせていた。
- 2代目：サーカス（2000年8月以前? - 2001年4月以降?）ゲストにサーカスが登場した時、番組中にアカペラで唄ったものに服部克久作曲のオリジナルテーマ曲をかぶせたものを翌日から使った。
- 3代目：0930（2001年10月以前? - 2004年12月）
- 4代目：矢野顕子（2005年1月 - 2009年3月27日）
- 5代目：秦万里子（2009年3月30日 - 2014年3月28日）

#### おめざ
本来子供がだだをこねる時に与える菓子を意味する「幼児語」のひとつである「おめざ」であるが、本番組ではゲストがお気に入りの飲食物のことを指している。番組開始当初は本来の意味通り菓子が中心であったが、番組が進むにつれ飲食物全般を指すようになり、やがて関連書籍の出版や「おめざ」が一堂に会する物販イベントの開催などその裾野が広がっていき、2000年代以降のお取り寄せブームの一翼を担うまでになり「おめざ」という言葉も一般化した。
「おめざ」の種類は全国の特産品や飲食店の料理などが中心であるが、時にはゲスト自らが作って持ち込んだり、スタジオ内のキッチンで実際に作る場合もある。出来立ての「おめざ」を提供することをコンセプトにしているため、料理等において、基本的には日本国外の「おめざ」は登場せず、どうしても国外の「おめざ」が必要なときは国内の飲食店に頼んで、オリジナルに近いものを作ってもらっている。地方の飲食店の店員がゲストのためにスタジオに行き「おめざ」を作ることがよくあるのは、このためである。
番組開始当初は、斎藤がカフェの店員に扮してゲストのもとに「おめざ」を運び、それを紹介していたが、斎藤がレギュラーから外れた2004年3月末から2007年9月までの間は、コーナー開始時点で既にそれらがテーブル上に並べられており、岡江が椅子に座ったままで「おめざ」の紹介を行っていた。2007年10月からの一時期は赤荻が「おめざ」をテーブルに運んだ上で紹介を行うという2004年3月以前のスタイルに戻ったが、斎藤時代の「いらっしゃいませ、ようこそ『はなまるカフェ』へ」の台詞は省かれている。その後赤荻が座ったままで紹介するようになった。
当番組内で紹介された「おめざ」の一部を全国のデパート等で販売する「おめざフェア」 が行われている。なお、2009年（詳細時期不詳・情報求む）からは、今後のおめざフェアの開催予定の告知がはなまるニュース（後述）の直前に挿入されるようになった。また「おめざフェア」は、本番組終了後に名称を「オールTBSおめざ感謝祭」に、内容を『王様のブランチ』や『マツコの知らない世界』などTBSテレビ及びJNN系列で放送されているニュース・情報番組やバラエティ番組で紹介した飲食物の物販に、それぞれ変更して継続している。

#### はなまるアルバム
ゲストのプライベートな写真数枚をゲストが解説して、トークをして行く。写真は、番組開始時は、最初は「はなまる君」が描かれた紙で隠されており、薬丸が勢いよく紙をはがし、1枚ずつ公開しながら話を進めていく。公開は2枚、まれに3枚同時の場合もある。2013年10月7日放送回より、大型モニターに表題の一覧を写し、薬丸が画面にタッチして写真を公開する方式に変更された。また、ゲストが過去に出演した際撮影した写真を改めて紹介する場合もタブレットPCを薬丸が操作して紹介することになった。途中でCMやはなまる伝言板を挟むこともある。写真の内容は主に放送日少し前のゲストが出演した番組、舞台の楽屋や自宅、外食した際のもの、はまっている物など様々である。
ここで紹介した写真は「おめざフェア」同様に百貨店に展開したことがあり、展覧会で公開されたことがある。

#### はなまる伝言板
はなまるカフェのCM明け、後半のトークの前に行われるゲストが出演するTBS系列の番組予告や舞台、映画などの宣伝告知である。読み上げは進行アナウンサーが担当し、その間、番組や舞台の予告映像やポスターが流れる他、ゲストの表情を映している。また、伝言板の名称どおり「○○を探している（知りたい）ので、番組までご連絡ください」と告知することもあり、その場合は後日、写真でその結果を紹介することもあった他、年末の放送ではその年に出演したゲストの告知の結果をまとめて紹介する「伝言板その後」と題したフォロー企画も行った年がある。

#### はなまるランキング
2003年10月からの一時期のみ設けられていた。ゲストがあるテーマに基づいて選定したベスト3を紹介し、それをもとにトークを行うというもの。ランキングの読み上げは、2003年10月から2004年3月までのみ小林麻耶または高畑百合子（両名とも当時入社1年目で、「ママダス」のエプロン隊も兼務）が行っていたが、2004年3月以降は進行担当アナ（久保田→海保）が行った。
ただし廃止後もゲストにより類似の企画を行うことがある。

### はなまるプレゼント
電話申し込み形式による視聴者プレゼント。はなまるカフェ終了時のCM前に賞品を紹介し、CM明けに応募方法が告知される。

### エンディング
進行アナウンサーが天気を読み（はなまるニュースで天気を伝える場合は省略）、その後次の日のはなまるの内容（金曜の場合だと翌週の月曜）（年内最後の場合だと翌年の1月○日）（とくまるで特集する内容、はなまるカフェのゲスト。2009年4月までは曜日コーナーの内容も）を紹介する。
最後に、岡江が「それではまた明日（金曜の場合は「来週」）もはなまるでお会いしましょう。今日も1日（金曜の場合は「今週末も」）はなまるな日をお過ごしください。」、年内最後の場合は、「それでは皆さんもはなまるな新年をお迎えください。よいお年を。」、最終回は岡江が「それでは皆さん、これからもはなまるな毎日をお過ごしください。」、薬丸が「17年半本当にありがとうございました。」と締めて当日の放送が終了する。なお、2009年からは挨拶終了後のCM入りの前に番組ホームページの紹介が挿入されている。スタッフロールはこのエンディングの際に表示され、後述のエンド5秒廃止後は右上隅に「CMのあとはニュース」の表示も出るようになった。
以前は次回の予告の後、時間まで今日の放送内容についてのトークが行われ、とくまるで言い忘れた内容があった時や、視聴者から大量の（特集した内容についての）ファックスが来た時などは、このエンディングトークでその日のはなまるアナが登場し、言い忘れた内容を言うなり、視聴者からの質問に答えるなりすることもあった。また、2002年秋からの一時期は「今日のはなまる」という、今日の放送の中で、はなまるをつける位良かったと思うことを岡江、薬丸、その日の曜日レギュラーがフリップに書いて出していた。ただ、「今日のはなまる」は「曜日企画」が長引いた場合などで「今日のはなまる」をやっていると終了時間に収まらないと判断した時は、省くこともあった。しかし、2011年頃からは予告の後直ぐに締めの挨拶に入るようになった。
なお、天気予報は基本的に進行アナの担当となっているが、2002年9月 - 2003年3月の間に限り、その週の「アイアムレシピ」担当アナが務めていた。

### はなまるニュース
TBS報道局から最新ニュースを伝えるコーナー。番組開始から2010年10月1日までは本編内に内包されており、メインスタジオから薬丸が「はなまるニュースをお伝えします」と報道局のアナウンサーに呼びかける形で開始されていた。当初、生放送の日はメインスタジオから伝えていて、原稿を読むアナウンサーも番組コンセプトに合わせたカジュアルな衣装で出演していたが、後に全ての日においてTBS報道フロアの『JNNフラッシュニュース』や緊急ニュースで使われているブースから伝える形になった。この時代はコーナー終了時に番組ジングルが入っていた（「モーニングEYE」までと同じ）。10:20までの放送だった時代は一部ネット局の飛び降り後にニュースが放送され、その後にクイズママダス、天気予報・エンディングという流れだった。
非ネット局のあった2009年3月27日までは排他協定が発動不可能だったため、「はなまるニュース」独自のフォーマットで放送されていたが、まれに取材源「JNN取材団」としてJNNの名前が出てくることがあった。2009年3月30日より排他協定が発動するニュース枠となり、同時に他の時間帯のニュース番組のタイトルが一部を除き『THE NEWS』に統一されたため、本コーナーも「THE NEWS」のフォーマットで放送された。2010年3月28日夕方をもって同番組が終了したことに伴い、3月30日からは「JNN NEWS」のフォーマットで放送されている（3月29日に限り「THE NEWS」のフォーマットを使用）。しかし、薬丸からの呼びかけは一貫して「はなまるニュースをお伝えします」のままであった。なお、排他協定発動後も、前述で述べた通り10月7日の長崎くんち中継の特別番組を放送する長崎放送は本番組自体のネットを返上するため、この日に限っては例外的に排他協定の発動は行われなかった。
2010年10月4日からはエンディングを挟んで9:52 - 9:55に放送され、番組の構成上は本編から完全に独立した。このパターンは、現在週末深夜のスポーツ情報番組『S☆1』で取られている。このため、本番組が生放送の場合であってもメインスタジオからの呼びかけは一切なくなった。金曜日の天気予報は番組本編が事前収録だった場合のみニュース枠で放送されている。金曜日が生放送の場合は、他曜日同様に進行アナウンサーがスタジオから伝えている。番組終了時点でもニュースのコーナーはEPGやラテ欄などでは独立した番組としての扱いになっておらず、形式的には本番組の番組内の1コーナーとして扱われていた。ニュースのコーナーの冒頭で右上隅に「はなまる君」と「ニュース」のロゴが表示されている。ニュース終了時には「製作著作 TBS」の表示を出すが、その後本編エンディングでのエンドロールに含まれるように変更された。この日以降、通常編成時のビデオリサーチ社の公表する視聴率は、本編（8:30 - 9:52）とはなまるニュース（9:52 - 9:55）で別々に出るようになった。

## 番組終了時点の出演者
※ここでいう「TBSアナウンサー」は正確には株式会社TBSテレビの所属である。

### 総合司会
- 岡江久美子
- 薬丸裕英

### 進行アナウンサー（日替り）
2013年4月から、進行アナウンサーも日替りに変更。
- 月曜日 - 駒田健吾（2013.4.1 - ）
- 火曜日 - 江藤愛（2012.10.1 - ）
- 水曜日 - 豊田綾乃（2013.4.3 - ）
- 木曜日 - 山本匠晃（2013.4.4 - ）
- 金曜日 - 山内あゆ（2013.4.5 - ）

### レギュラー（曜日パーソナリティー）
主婦層向けの情報番組ということもあり、放送開始当初は既婚の女性タレントが起用されていた。
放送開始当初から出演していた早見優、森尾由美、原日出子、服部真湖らは産休による休暇後も引き続き出演したが、2004年3月29日より、放送開始7年半にして、初めて曜日レギュラーがベッキーや天野ひろゆきなどの独身、男性タレントを初めて起用。レギュラーが一新され、2008年3月31日からも曜日レギュラー交代された。さらに、2010年3月29日より菊池桃子と柴田理恵以外のレギュラーが大幅に入れ替わり、本上まなみや天野以来の男性レギュラーとなる杉浦太陽の起用が発表された。降板したレギュラー出演者は"はなまる名誉会員"として番組末期まで関わっていた。
- 月曜 - 春香クリスティーン（2013年4月1日 - ）
- 火曜 - 東尾理子（2013年4月2日 - ）
- 水曜 - いとうあさこ（2011年3月30日 - ）
- 木曜 - 熊谷真実（2013年4月4日 - ）
- 金曜 - 勝俣州和（2013年1月11日 - ）

### はなまるアナ
※ 「とくまる」（以前の「今日の目玉」）で登場するリポーター。なお、第1回のリポーターは斉藤哲也。
- 庄司麻由里（1996年10月1日（第2回）：「ママチャリ」 - ）
- 旗本由紀子（番組開始当初 - ）
- 石山愛子（2005年 - ）
- 富永美樹（2006年4月13日 - ）
- 山本舞衣子（2012年4月18日 - ）
- 奥村奈津美（2013年4月 - ）
- 鹿内美沙（2013年4月 - ）
- 中島亜梨沙（2013年4月 - ）
- 小笠原亘（TBSアナウンサー、特定の商店街を取り上げる「ナイスガイ商店街」に主に登場する）
- 石井大裕（TBSアナウンサー、2013年1月18日：「大根」 - ）
- 赤荻歩（TBSアナウンサー、2013年4月3日 - ）
- 林みなほ（当時TBSアナウンサー、2013年4月15日：「新ゴボウ」 - ）

### はなまるニュース
- 岡田泰典（当時TBSアナウンサー、月曜日・火曜日）
- 秋沢淳子（当時TBSアナウンサー、水曜日 - 金曜日）

### 岡江不在・休暇の対応
- 2011年9月に2週間休暇を取り、曜日レギュラーが岡江の代役を担当していた。
- 2012年4月23日に春休みのため休暇を取り、曜日レギュラーが岡江の代役を担当していた。岡江が休暇の間は「続いては『とくまる』です」を言うのは薬丸が担当する。
- 2013年10月14日から2週間不在となり、曜日レギュラーが岡江の代役を担当した[注 28]。また、曜日レギュラーとは別に日替わりゲストが1名出演した[注 29]。

### 薬丸不在・休暇の対応
- 1997年7月2日 - 29日に中日劇場にて開催された堺正章納涼特別公演に出演した際は、公演のある日は名古屋に入っていたため、昼の部が開演前に劇場に近いTBS系列局の中部日本放送（当時）のスタジオから中継で出演していた。なお、休演日は東京に戻っていつも通りスタジオに出演していた[31]。
- 2012年3月26日 - 30日：春休みとして欠席したため、26日・27日は天野ひろゆき（キャイ〜ン）、28日 - 30日は東貴博（Take2）がそれぞれ代役を務めた。

## 歴代の出演者

### 出演者の変遷
| 期間      | 期間      | 月曜         | 火曜         | 水曜         | 木曜         | 金曜         |
| --------- | --------- | ------------ | ------------ | ------------ | ------------ | ------------ |
| 1996.9.30 | 2004.3.26 | 斎藤哲也     | 斎藤哲也     | 斎藤哲也     | 斎藤哲也     | 斎藤哲也     |
| 2004.3.29 | 2004.9.24 | 久保田智子   | 久保田智子   | 久保田智子   | 久保田智子   | 久保田智子   |
| 2004.9.27 | 2007.9.28 | 海保知里     | 海保知里     | 海保知里     | 海保知里     | 海保知里     |
| 2007.10.1 | 2008.9.30 | 赤荻歩       | 赤荻歩       | 赤荻歩       | 赤荻歩       | 赤荻歩       |
| 2008.10.1 | 2010.9.24 | 加藤シルビア | 加藤シルビア | 加藤シルビア | 加藤シルビア | 加藤シルビア |
| 2010.9.27 | 2012.9.28 | 竹内香苗     | 竹内香苗     | 竹内香苗     | 竹内香苗     | 竹内香苗     |
| 2012.10.1 | 2013.3.29 | 江藤愛       | 江藤愛       | 江藤愛       | 江藤愛       | 江藤愛       |
| 2013.4.1  | 2014.3.28 | 駒田健吾     | 江藤愛       | 豊田綾乃     | 山本匠晃     | 山内あゆ     |

| 期間      | 期間       | 月曜               | 火曜         | 水曜         | 木曜       | 金曜       |
| --------- | ---------- | ------------------ | ------------ | ------------ | ---------- | ---------- |
| 1996.9.30 | 1996.12.27 | 原日出子           | 早見優       | 野々村俊恵   | 森尾由美   | 高見恭子   |
| 1997.1.6  | 1997.3.28  | 原日出子           | 早見優       | 野々村俊恵   | 芳本美代子 | 高見恭子   |
| 1997.3.31 | 1997.9.26  | 原日出子           | 早見優       | 野々村俊恵   | 森尾由美   | 高見恭子   |
| 1997.9.29 | 1998.3.27  | 早見優             | 原日出子     | 服部真湖     | 森尾由美   | 野々村俊恵 |
| 1998.3.30 | 1998.12.29 | 早見優             | 香坂みゆき   | 服部真湖     | 原日出子   | 森尾由美   |
| 1999.1.4  | 2000.3.31  | 早見優             | 香坂みゆき   | 原日出子     | 服部真湖   | 森尾由美   |
| 2000.4.3  | 2001.3.30  | 早見優             | 香坂みゆき   | 原日出子     | 三田寛子   | 森尾由美   |
| 2001.4.2  | 2001.9.28  | 濱田マリ           | 香坂みゆき   | 原日出子     | 三田寛子   | 森尾由美   |
| 2001.10.1 | 2002.3.29  | 早見優             | 香坂みゆき   | 原日出子     | 三田寛子   | 森尾由美   |
| 2002.4.1  | 2002.9.27  | 早見優             | 陣内貴美子   | 原日出子     | 三田寛子   | 森尾由美   |
| 2002.9.30 | 2003.3.28  | 原日出子           | 陣内貴美子   | 香坂みゆき   | 森尾由美   | 三田寛子   |
| 2003.3.31 | 2003.9.26  | 原日出子           | 陣内貴美子   | 香坂みゆき   | 早見優     | 森尾由美   |
| 2003.9.29 | 2004.3.26  | 伊藤かずえ         | 三田寛子     | 香坂みゆき   | 早見優     | 森尾由美   |
| 2004.3.29 | 2005.2.25  | ベッキー           | 天野ひろゆき | 水野真紀     | 千秋       | 藤吉久美子 |
| 2005.2.28 | 2005.5.27  | ベッキー           | 天野ひろゆき | 伊達公子     | 千秋       | 藤吉久美子 |
| 2005.5.30 | 2005.7.1   | ベッキー           | 天野ひろゆき | （週替わり） | 千秋       | 藤吉久美子 |
| 2005.7.4  | 2008.3.28  | ベッキー           | 天野ひろゆき | 水野真紀     | 千秋       | 藤吉久美子 |
| 2008.3.31 | 2010.3.26  | 菊池桃子           | 柴田理恵     | 須藤理彩     | 北陽       | 矢沢心     |
| 2010.3.29 | 2011.3.25  | 友近               | 柴田理恵     | 菊池桃子     | 杉浦太陽   | 本上まなみ |
| 2011.3.28 | 2012.12.28 | 友近               | 柴田理恵     | いとうあさこ | 杉浦太陽   | 本上まなみ |
| 2013.1.7  | 2013.3.29  | 友近               | 柴田理恵     | いとうあさこ | 杉浦太陽   | 勝俣州和   |
| 2013.4.1  | 2014.3.28  | 春香クリスティーン | 東尾理子     | いとうあさこ | 熊谷真実   | 勝俣州和   |

補足
- 海保は出演当時TBSアナウンサー（降板後の2008年6月末を以って退社）。
- 久保田・海保・赤荻・竹内の4名は、司会者就任以前にも曜日コーナーの準レギュラーとして出演しており（後述）、新人時代は『エプロン隊』も務めた。中でも赤荻は進行アナを退いてからも、2009年4月から7月まで『クイズデイリーママダス2009』を担当し、2011年3月からは木曜コーナーのナレーターも担当するなど、断続的に番組との関わりを続けている。
- 江藤は竹内のTBS退社（2012年10月）に伴う番組降板により、はなまるアナからの昇格となった。
- 2004年3月29日から2005年3月25日の間は斎藤と久保田→海保のダブルキャスト制であったが、斎藤は原則として『オープニング』『クイズ!デイリーママダス』『エンディング』や、各コーナーの影読みのみを担当し、出番の多くは久保田→海保に譲った形になっていた。

### 準レギュラー（スペシャルパーソナリティー）
タレントなど
- Take2 （1996年10月 - 1997年3月、1997年10月 - 2004年3月）
- アメリカザリガニ（ - 2005年3月）
- エネルギー（ - 2005年3月）
- カラテカ （2002年 - 2005年3月）はなまるアナとしての出演もあった模様。
- 森迅史 （2003年10月 - 2004年6月）出演当時お笑いグループ「WAGE」のリーダー。
- 城田優 （2004年4月 - 9月24日）ジュネス企画所属の俳優。
- 高倉陵 （2004年4月 - 9月24日）お笑いコンビ「三拍子」のボケ担当。
- 戸塚祥太（A.B.C-Z）（2007年3月 - 2009年4月）当時ジャニーズJr.。

TBSアナウンサー（曜日別レギュラー）
「エプロン隊」以外の主な出演のみ記す。これ以外にも多数のアナウンサーが出演しており、ここに記したものはほんの一部分である。また、出戻り出演となるアナウンサーもしばしばいる。斜字になっている人物は、出演終了後退社、または異動した人物。
- 佐藤文康（2001年4月? - 2002年3月（火曜日））
- 山内あゆ（2001年4月 - 2002年6月、2005年4月 - 2008年3月（ともに金曜日））※2002年に産休のため一旦降板。産休明け後はなまるアナを経て金曜サブレギュラーに復帰するが、『イブニング・ファイブ』に専念のため再び降板。2013年春から5年ぶりに出演。
- 久保田智子（2001年4月 - 2002年3月（金曜日））※『おはよう!グッデイ』→『ウォッチ!』のため降板。『ウォッチ!』降板後の2004年春から半年間進行アナとして出演。
- 竹内香苗（2002年4月 - 2004年3月?（金曜日または木曜日）※『みのもんたの朝ズバッ!』出演を経て、2010年9月27日より2年間進行アナとして出演。
- 海保知里（2003年10月 - 2004年3月（月曜日）、2004年4月 - 9月（金曜日））※2004年9月から3年間は進行アナとして出演。
- 高野貴裕（2004年4月 - 2006年9月（月曜日）※数少ない「エプロン隊」未経験アナ。『筑紫哲也 NEWS23』のスポーツコーナー担当のため降板。2009年8月13日に240時間マラソンの宣伝で出演。
- 豊田綾乃（2004年頃（木曜日））
- 新井麻希（2005年10月 - 2006年3月（木曜日）、2007年10月 - 2009年4月（月曜日）、2007年11月 - 2010年10月）
- 藤森祥平（2006年4月 - 9月（木曜日）、2009年4月 - 7月（木曜日・金曜日））
- 伊藤隆佑（2006年10月 - 12月（月曜日））※入社後初レギュラー。
- 小笠原亘（2006年10月 - 2007年3月、2007年10月 - 2008年3月（ともに木曜日））※2008年後半頃から「とくまる」で不定期ながら復帰。
- 岡田泰典（2007年1月 - 3月（月曜日））※番組末期まで「はなまるニュース」の担当。
- 赤荻歩（2007年4月 - 9月（木曜日）、2009年4月 - 7月（月曜日 - 水曜日））※2007年10月から1年間は進行アナ。2013年春からはなまるアナとして出演再開。
- 井上貴博（2007年10月 - 2008年3月（水曜日））※入社後初レギュラー。『みのもんたの朝ズバッ!』出演のため降板。
- 杉山真也（2007年10月 - 2008年3月（水曜日）、2008年4月 - 2009年4月（火曜日））※入社後初レギュラー。
- 佐藤渚（2010年11月5日 - 2011年10月ごろ）※2011年3月までは「クチコミラボ」（金曜日）ナレーション、その後は「とくまる」に何度か出演したが、『Nスタ』にレギュラー出演することになったため事実上降板。

### はなまるアナ
☆印はTBSアナウンサー。このうち斜字になっている人物は、出演終了後退社、または異動した人物
- 斎藤哲也☆（1996年9月30日（第1回）：「味噌」 - 2005年3月）
- 安東弘樹☆（1996年10月2日（第3回）：「牛乳」 - 2002年3月・2014年3月12日）※『ワンダフル』司会起用のため降板
- 安住紳一郎☆（1997年10月 - 2003年9月・2014年3月12日）
- 岩井健浩☆（番組開始当初- 2001年前期・一部）
- 木村郁美☆（2002年9月30日：「プチ整形」 - 2004年9月）
- 山内あゆ☆（2003年7月22日：「アイスココア」 - ）※2013年春より進行アナウンサー
- 広重玲子☆
- 新タ悦男☆
- 竹内香苗☆（2010年10月5日：「気になるニュース」 - 2012年9月）
- 杉山真也☆（火曜日の曜日コーナーのリポーターも担当）
- 吉田明世☆（2013年1月31日：「ブリ」 - 2013年3月）
- 江藤愛☆（2010年10月6日：「サトイモ」 - 2013年3月） ※進行アナウンサーとして引き続き出演
- 田中雄望（番組開始当初 - 2003年12月）
- 皆藤慎太郎（番組開始当初 - 2013年3月）※本番組をネットしていたテレビユー福島の元アナウンサー
- 堤信子（1997年 - 2013年3月25日：「岡江さんが行く!春の下町散歩」）
- 関戸めぐみ（2004年2月26日：「ちらし寿司」 - ）
- 友田安紀（2004年4月5日：「フライパン」 - ）
- 水野純一（2004年4月7日：「マヨネーズ」 - 2004年9月）
- 原田和年（2004年4月9日：「アサリ」 - 2004年9月）
- 今泉清保（2002年4月1日：「春の銀座」 - 2007年12月）※翌年1月にテレビ東京『レディス4』のレギュラー司会者に就任したのを機に降板。2011年以降は本番組をネットしていた地元局青森テレビの報道記者→アナウンサー
- 御藤博子
- 伊東あずさ
- 若林芽育
- 伊藤さおり（北陽、2008年9月25日：「レンコン」 - 2010年3月）※当時木曜レギュラー兼務のため、担当日は木曜日に限定
- 上野聡子
- 糸永直美
- 雨宮朋絵（2004年4月8日：「模様替え」 - 2012年8月3日）
- 野崎数馬（2004年4月6日：「スプラウト」 - 2012年12月5日）
- 梅田陽子（2011年10月31日：「農業高校に学ぶ生活ワザ」 - ）
- 長崎真友子（2012年10月22日：「腸腰筋」 - 2013年3月）
- 児玉理恵（2013年4月 - 9月）※皆藤と同じくテレビユー福島の元アナウンサー
- 黒塚まや（2013年4月 - 9月）

### 声の出演
- 鈴木順（当時TBSアナウンサー、『本上まなみの気になる金曜日』キャラクター・きにじいの声）

## 番組終了以前に撤退した企画

### 歴代の曜日企画
歴代のコーナー名を閲覧の場合は「表示」をクリックされたい。
| 期間      | 期間       | 月曜日                                      | 火曜日                                                         | 水曜日                                          | 木曜日                                             | 金曜日                                         |
| --------- | ---------- | ------------------------------------------- | -------------------------------------------------------------- | ----------------------------------------------- | -------------------------------------------------- | ---------------------------------------------- |
| 1996.9.30 | 1996.12.27 | はなまるKids（原日出子）                    | 痛快!! はなまる丼（早見優）                                    | はなまるママ道一直線 (野々村俊恵)               | ママチャリ調査隊（森尾由美）                       | ブティックはなまる（高見恭子）                 |
| 1997.1.6  | 1997.3.28  | はなまるKids（原日出子）                    | 痛快!! はなまる丼（早見優）                                    | はなまるママ道一直線 (野々村俊恵)               | 明るい家庭計画（芳本美代子）                       | ブティックはなまる（高見恭子）                 |
| 1997.3.31 | 1997.9.26  | はなまるKids（原日出子）                    | はなまる商店（早見優）                                         | はなまるママ道一直線 (野々村俊恵)               | はなまる得バン!!（森尾由美）                       | ブティックはなまる（高見恭子）                 |
| 1997.9.29 | 1998.3.27  | ブームはなまる優Youキャッチャー（早見優）   | 日本全国探してチョイス（原日出子）                             | スタイルはなまる（服部真湖）                    | ここが知りたいQ（森尾由美）                        | おしえてママたまご（野々村俊恵）               |
| 1998.3.30 | 1998.12.29 | 噂レンジャー（早見優）                      | お料理ビビデバビデBoo!（香坂みゆき）                           | スタイルはなまる（服部真湖）                    | はなまるKids（原日出子）                           | ここが知りたいQ（森尾由美）                    |
| 1999.1.4  | 2000.3.31  | 噂レンジャー（早見優）                      | お料理ビビデバビデBoo!（香坂みゆき）                           | はなまるKids（原日出子）                        | スタイルはなまる（服部真湖）                       | ここが知りたいQ（森尾由美）                    |
| 2000.4.3  | 2000.9.29  | ハッピーマンデー（早見優）                  | ちゃいるどパラダイス（香坂みゆき）                             | よ～く考えてみよう!（原日出子）                 | 奥様はマジ!（三田寛子）                            | おしえてクレソン!（森尾由美）                  |
| 2000.10.2 | 2001.3.30  | 流行サイトU Mode（早見優）                  | はなまる小学校（香坂みゆき）                                   | ランチバトル10 minutes（原日出子）              | パパおでかけしよう（三田寛子）                     | ここが知りたいQR（森尾由美）                   |
| 2001.4.2  | 2001.6.29  | ドリーム・ハンター（濱田マリ）              | はなまる博物館（ミュージアム）（香坂みゆき）                   | ランチバトル10 minutes（原日出子）              | パパおでかけしよう（三田寛子）                     | おねがい!! すすメール（森尾由美）              |
| 2001.7.2  | 2001.9.28  | ウキウキプレゼント（濱田マリ）              | はなまる博物館（ミュージアム）（香坂みゆき）                   | ランチバトル10 minutes（原日出子）              | パパおでかけしよう（三田寛子）                     | おねがい!! すすメール（森尾由美）              |
| 2001.10.1 | 2002.3.29  | ハッキリしてよ! White or Black?（早見優）   | はなまる博物館（ミュージアム）（香坂みゆき）                   | ランチバトル10 minutes（原日出子）              | パパおでかけしようよ（三田寛子）                   | おねがい!! すすメール（森尾由美）              |
| 2002.4.1  | 2002.9.27  | ハッキリしてよ! White or Black?（早見優）   | 奥様虎の穴（陣内貴美子）                                       | ランチバトル10 minutes（原日出子）              | ねえパパおでかけしようよ（三田寛子）               | おねがい!! すすメール（森尾由美）              |
| 2002.9.30 | 2003.3.28  | レッツ! ジョイ（原日出子）                  | 奥様虎の穴（陣内貴美子）                                       | こんな時どうするの?（香坂みゆき）               | 予報しちゃうゾ Boom Boomer Boomest（森尾由美）     | あっちこっちWalker（三田寛子）                 |
| 2003.3.31 | 2003.6.27  | レッツ! ジョイ（原日出子）                  | 奥様虎の穴X（陣内貴美子）                                      | こんな時どうするの?（香坂みゆき）               | 世界に発信! こちらUNN（早見優）                    | 予報しちゃうゾ Boom Boomer Boomest（森尾由美） |
| 2003.6.30 | 2003.9.26  | レッツ! ジョイ（原日出子）                  | 奥様虎の穴X（陣内貴美子）                                      | メイクマジック10ミニッツ（香坂みゆき）          | 世界に発信! こちらUNN（早見優）                    | 予報しちゃうゾ Boom Boomer Boomest（森尾由美） |
| 2003.9.29 | 2003.12.26 | センスアップ! マガジン（伊藤かずえ）        | 底抜けジャーナル（三田寛子）                                   | メイクマジック10ミニッツ（香坂みゆき）          | 秘密結社 名人連合 Master U（早見優）               | のるのる? Boom Boomer Boomest（森尾由美）      |
| 2004.1.5  | 2004.3.26  | センスアップ! マガジン（伊藤かずえ）        | 底抜けジャーナル2004（三田寛子）                               | Soだんしましょ Soしましょ（香坂みゆき）         | 秘密結社 名人連合 Master U（早見優）               | のるのる? Boom Boomer Boomest（森尾由美）      |
| 2004.3.29 | 2004.6.25  | 噂シアター Beccinema（ベッキー）            | お悩み解笑!アマノ尺（天野ひろゆき）                            | 気ままに1Dayレッスン（水野真紀）                | 井戸端自慢ショー（千秋）                           | 今ドキ!（藤吉久美子）                          |
| 2004.6.28 | 2004.10.1  | ベッキーへ...未来からの手紙（ベッキー）     | お悩み解笑!アマノ尺（天野ひろゆき）                            | 気ままに1Dayレッスン（水野真紀）                | ミセス・ユニバース（千秋）                         | 今ドキ!（藤吉久美子）                          |
| 2004.10.4 | 2005.2.25  | 奥様はstylist（ベッキー）                   | お悩み解笑!アマノ尺（天野ひろゆき）                            | 気ままに1Dayレッスン（水野真紀）                | ミセス・ユニバース（千秋）                         | 今ドキ!（藤吉久美子）                          |
| 2005.2.28 | 2005.3.25  | 奥様はstylist（ベッキー）                   | お悩み解笑!アマノ尺（天野ひろゆき）                            | Let's Try! 1Dayレッスン（伊達公子）             | ミセス・ユニバース（千秋）                         | 今ドキ!（藤吉久美子）                          |
| 2005.3.28 | 2005.5.27  | 流行Paradiseベッキー9（Nine）（ベッキー）   | リストランテ食べてみ亭（天野ひろゆき）                         | Let's Try! 1Dayレッスン（伊達公子）             | しあわせココロ塾 （千秋）                          | ふじよし洋品店（藤吉久美子）                   |
| 2005.5.30 | 2005.7.1   | 流行Paradiseベッキー9（Nine）（ベッキー）   | リストランテ食べてみ亭（天野ひろゆき）                         | ワンデイレッスン（週替わり）                    | しあわせココロ塾 （千秋）                          | ふじよし洋品店（藤吉久美子）                   |
| 2005.7.4  | 2006.3.31  | 流行Paradiseベッキー9（Nine）（ベッキー）   | リストランテ食べてみ亭（天野ひろゆき）                         | 水野真紀の資格とるダス!（水野真紀）             | 千秋姫の!日本お取り寄せ漫遊記（千秋）              | ふじよし洋品店（藤吉久美子）                   |
| 2006.4.3  | 2006.9.1   | 流行パラダイスキラキラベッキー9（ベッキー） | 天才シェフアマノッチのリストランテ超食べてみ亭（天野ひろゆき） | カルチャースクールスタジオmaki（水野真紀）      | あなたのマナー千秋イジョー?千秋ミマン?（千秋）     | ふじよし洋品店デラックス（藤吉久美子）         |
| 2006.9.4  | 2006.12.29 | 流行パラダイスキラキラベッキー9（ベッキー） | 天才シェフアマノッチのリストランテ超食べてみ亭（天野ひろゆき） | カルチャースクールスタジオmaki（水野真紀）      | あなたの常識千秋イジョー?千秋ミマン?（千秋）       | ふじよし洋品店デラックス（藤吉久美子）         |
| 2007.1.4  | 2007.2.23  | ベッキー's ガーデン（ベッキー）             | キャイ～ングリッシュ（天野ひろゆき）                           | はなまるアーカイブズ クイズ真紀ダス（水野真紀） | 千秋のまかないレストラン（千秋）                   | 藤吉久美子のおでかけぷら～ん（藤吉久美子）     |
| 2007.2.26 | 2007.6.29  | ベッキー's ガーデン（ベッキー）             | キャイ～ングリッシュ（天野ひろゆき）                           | はなまるアーカイブズ クイズ真紀ダス（水野真紀） | 千秋のまかないレストラン（千秋）                   | 住宅探偵!藤吉ホームズ（藤吉久美子）            |
| 2007.7.2  | 2007.9.28  | ベッキー's ガーデン（ベッキー）             | アマカジスタジアム（天野ひろゆき)                              | はなまるアーカイブズ クイズ真紀ダス（水野真紀） | 千秋のまかないレストラン（千秋）                   | 住宅探偵!藤吉ホームズ（藤吉久美子）            |
| 2007.10.1 | 2007.11.30 | 目指せ!エコスパート (ベッキー)              | 集まれ家事達人!アマカジ・ア・ゴーゴー（天野ひろゆき）          | はなまるブームラボ!（水野真紀）                 | 教えて!シェフのmyごはん（千秋）                    | ワールドツアーin JAPAN（藤吉久美子）           |
| 2007.12.3 | 2008.3.28  | 目指せ!エコスパート (ベッキー)              | 集まれ家事達人!アマカジ・ア・ゴーゴー（天野ひろゆき）          | はなまるブームラボ!（水野真紀）                 | 教えて!シェフのmyごはん（千秋）                    | 住宅探偵!藤吉ホームズ+（藤吉久美子）           |
| 2008.3.31 | 2008.7.25  | お仕事百科 それGood Job（菊池桃子）         | スカッと解消!シバタ本舗（柴田理恵）                            | スポーツGoGo!（須藤理彩）                       | まかないラバーズ!（北陽）                          | 市場のピカイチ 旬☆発見（矢沢心）               |
| 2008.7.28 | 2008.8.29  | お仕事百科 それGood Job（菊池桃子）         | スカッと解消!シバタ本舗（柴田理恵）                            | スポーツGoGo!（須藤理彩）                       | まかないラバーズ!（北陽）                          | 興味心心♥新発見（矢沢心）                      |
| 2008.9.1  | 2008.9.26  | 暮らし向上ラボ（菊池桃子）                  | どっちがおトク?マネー得商会（柴田理恵）                        | 教えてチエコ!先生（須藤理彩）                   | まかないラバーズ!（北陽）                          | 興味心心♥新発見（矢沢心）                      |
| 2008.9.29 | 2009.4.30  | 暮らし向上ラボ（菊池桃子）                  | どっちがおトク?マネー得商会（柴田理恵）                        | 教えてチエコ!先生（須藤理彩）                   | まかないdeレストラン（北陽）                       | 興味心心♥新発見（矢沢心）                      |
| 2009.5.1  | 2010.3.26  | 曜日コーナー休止                            | 曜日コーナー休止                                               | 曜日コーナー休止                                | 曜日コーナー休止                                   | 曜日コーナー休止                               |
| 2010.3.29 | 2011.3.25  | はなまるスポットライト（友近）              | 美食ハンター（柴田理恵）                                       | はなまるオンリーワン!（菊池桃子）               | 暮らしのアイデア大集合 太陽がいっぱい!（杉浦太陽） | クチコミ☆ラボ（本上まなみ）                    |
| 2011.3.28 | 2012.3.30  | はなまるハッピーマンDAY（友近）             | 美食ハンターDX（柴田理恵）                                     | Hanamaruミステリーサークル（いとうあさこ）      | ものしりタマゴ（杉浦太陽）                         | 気になる金曜日（本上まなみ）                   |
| 2012.4.2  | 2012.9.28  | はなまるハッピーマンDAY（友近）             | 美食ハンターDX（柴田理恵）                                     | スゴい人百選!（いとうあさこ）                   | ものしりタマゴ（杉浦太陽）                         | たしかめっ!（本上まなみ）                      |

### クイズママダス'○○→クイズ!デイリーママダス
番組の放送開始時から2004年度分（2005年3月、一時中断時期あり）まであったコーナーで平日9:55頃から20分程度行っていた（初期は9時台後半の放送だった）。そのため9:55に飛び降りる地域ではこのコーナーを見る事ができなかった。「クイズママダス○○」の「○○」には1900年代は下2桁の年号、2000年代は4桁そのまま表示され、中断明けの2003年度分からは「クイズ! デイリーママダス」に改名された。岡江（黄）、薬丸（青）、曜日レギュラー（桃）と視聴者がペアを組み（欠員がある場合は原則としてその日の『はなまるカフェ』のゲストが代行）、さらにお揃いの色のエプロンを着てクイズに答えていくという内容で、視聴者のネームプレートには「主婦歴」が書かれている。司会（ママダス博士）は斎藤哲也。コーナーBGMはKeith Mansfieldの『Young Scene』。
クイズは個人戦での「書き問題」、チームで答えをまとめる「当てはめ問題」が出題されるが、稀に「早押し問題」もあった。クイズに正解すると黄色のはなまる君が1体（値段当てはズバリ正解で2体、早押しは1問正解で1体）、5体獲得ごとに「5」と表示されたピンクのはなまる君1体と交換される（初期の頃にピンクのはなまる君は無く、黄色のはなまる君がズラッと並べられていた）。ゴングが鳴ると問題終了。一番多くはなまる君を獲得したペアが優勝。同点の場合は「トランプゲーム天国と地獄」でトランプを引き、数の大小で優勝を決めた。優勝したペアの視聴者は宝飾品が贈呈され、また最後にはなまるボックスに挑戦できる。
毎回、1問目はその日のテーマ問題。主に台所などのグッズ問題で、後にテーマが「グッズダス」というグッズ問題ばかりを出す事があった。2問目以降は値段当てクイズや主に4択の書き問題、○×クイズなどの当てはめ問題がランダムに出題された。
はなまるボックスは、斎藤の「Come on! はなまるBOX!!」の掛け声で登場。ポーズは2種類。当初は右腕を引くシンプルな形だったが、「はなまるカフェ」にパパイヤ鈴木がゲスト出演した際、彼の振り付けにより右腕を上げて1回転ジャンプのスタイルになった（その後も稀に以前のポーズも使用していた）。5個の箱（「は」「な」「ま」「る」「はなまる君」。初期は4個で「はなまる君」は作られてなかった）の中から1つを選び、「海外旅行（グアム・サイパン・台湾など）」、「ペア温泉宿泊券」、「家庭用品または旬の素材または食事券」で、ハズレは2つある（はなまるボックスが4つの頃は1つ）。なお、ハズレが出た日は視聴者に横取りでペア温泉宿泊券プレゼントがあった。事前にハガキで応募を募り、ハズレが出ると岡江or薬丸がハガキを引いていた（優勝チームが岡江なら薬丸、薬丸なら岡江、曜日レギュラーチームならどちらかが引いていた）。
コーナー終了時は、斎藤の「クイズママダス○○（後にクイズ! デイリーママダス）、明日も!（金曜日は来週も!）」のコールの後、解答者が「見るダス!」とコールしてコーナーが終わる。
なお、アシスタント役「はなまるエプロン隊」は、10月 - 3月期はその年の新人アナウンサーが、4月 - 9月期は若手の男性タレントが務めていた。
2006年7月31日から2週間限定で復活。司会は海保が担当していた。
2014年3月17日から27日の2週間（21日は除く）「2014 帰ってきた!クイズママダス」として復活。司会は17日～26日は各曜日進行アナウンサー、最終日の27日は斎藤が担当。また岡江・薬丸・曜日レギュラーとペアを組む主婦の事前募集は行わず、以前番組にアンケートやロケ等で協力した「はなまる主婦」が出演。
構成は大人計画の顔田顔彦。
2024年3月4日に、現在同時間帯に放送されている『ラヴィット!』で、2004年4月 - 9月期に「はなまるエプロン隊」を務めており、同番組の準レギュラーである、高倉陵（三拍子）の紹介でコーナーが1日限りで復活。司会（ママダス博士）として既にアナウンス職を退き編成考査部に異動していた斎藤哲也が、「はなまるエプロン隊」を、2004年10月 - 2005年3月期の「はなまるエプロン隊」を務めた赤荻歩・蓮見孝之と、南波雅俊（TBSアナウンサー）、そして三拍子がコンビで務めた。
解答者としてMCの川島明（麒麟）と田村真子（TBSアナウンサー）に加え、曜日レギュラーと当日分のゲストが参加した。コーナーのオープニングタイトルは末期のピカテン兄弟が登場するCGが使われたほか、斎藤の名前テロップも当時『はなまるマーケット』で使われていたデザインを再現。また、コーナー中のCM前ジングルも当時使われていた「ユウスケの「サマー・ビーチジゴロ」」が使われた。
優勝者に対して行われるゲームは「ラヴィットBOX」に変更され、6個の箱（「L」「O」「V」「E」「i」「t」)の中から一つを選ぶ形式となった。

### クイズデイリーママダス2009
- 上記コーナーの復活版として、2009年4月27日から7月31日まで、9時台後半に放送されていた。司会（ママダス博士）は月曜日 - 水曜日が赤荻歩、木曜日・金曜日が藤森祥平。両者とも『総力報道!THE NEWS』に転出していたが、兼務という形での出戻り出演となった。加藤シルビアはエプロン隊として出演。
- 旧ママダスとの違いは以下の通り。
  - 薬丸チームのイメージカラーが青から緑に変わっている。
  - テーマは従来通り最初の問題後の発表の場合もあれば、番組・コーナーの冒頭で発表することもあった。2009年7月13日からは、はなまるカフェ終了後のCM前にも発表される様になる。
  - 正解時の得点が、「はなまる君」からチームカラーの「はなまるスポンジ」に変更された。はなまるスポンジが5つ貯まると、5個分に相当する橙色の大きなはなまるスポンジに交換。
- クイズ、得点は以下の通り。
  - 書き問題・主に4択問題。個人戦で、1人正解で1個。
  - 近似値問題・値段当て、年齢当て、個数当てなど。個人戦で、ズバリ正解で2個、それ以外は正解に1番近い人に1個。
  - 選択問題・当てはめ問題や、○×問題などの2択問題が2、3問出題。チーム戦で（個人戦の場合もあり）、1つ正解で1個。
  - 早押し問題・誤答、お手つきでのペナルティーは無し（お手つき2回で失格の場合もあり）。正解時に表示されている個数を獲得（1問正解で1個の場合もあり）。
  - ボーナスチャンス!ハーフ&ハーフ・レギュラーと一般参加の主婦が別々の2択or3択問題に答える。相談は不可。2人正解で3個、1人正解で1個。
- 優勝賞品として高級宝飾品と、はなまるボックスで選択した賞品を獲得出来る。はなまるボックスは「は」「な」「ま」「る」「はなまる君」の5つから選択するのは前と変わらないが、ハズレが2つから1つに減り、賞品は「セブ島旅行3泊4日」「温泉ペア宿泊券」「週代わり商品[注 38]」「TBS ishop提供の商品[注 39]」となっている。
- 斎藤時代にあったハズレが出た場合の「横取りで温泉」の替わりに、週に1回ある曜日のどこかで視聴者も参加出来る問題があり、番組やコーナーの冒頭で予告される。出題前に鐘が鳴ると視聴者参加問題となり、解答は携帯電話で送信。正解者の中から抽選で1名に電動自転車をプレゼント。当選者はコーナー終了前に抽選、発表される。発表する時間が無い場合は、番組のエンディングで発表する。

### クイズHit the Panel
「クイズママダス」に代わるクイズコーナーとして2003年4月 - 6月に放送。司会は斎藤ではなく、薬丸が「H★ヤクマル」として司会をした。岡江チームと曜日レギュラーチームに分かれ、宝飾品や温泉旅行などの賞品を争った。
なお、本コーナー終了後「ママダス」再開までの3か月間は、その時間に「こだわりセレクション」という週替わり企画のコーナーが放送された。

### アイアムレシピ
2002年9月 - 2003年3月。いわゆる料理コーナーで、その年度の新人アナ（川田亜子、山田愛里）と、豊田綾乃の3名が週代わりで担当（新人アナをここで起用したのは、この年に「ママダス」が中断していた分の代替的な意味合いがある）。「はなまるカフェ」の後の9時台後半に放送されており、前述したようにこの時期の曜日コーナーは10時台に廻されていた。
本コーナー終了後、曜日コーナーが9時台後半に戻り、10時台には前述の「クイズHit the Panel」が新設された。

### はなまるビビっと!
2001年10月 - 2002年9月まで。世間の流行などをVTRなどで取り上げるコーナー。最初の半年間は、はなまるアナとしても活躍していた安住紳一郎または安東弘樹の両アナウンサーが、その年の新人アナとのコンビで伝えていたが、2002年春に安東が深夜番組『ワンダフル』へ異動したため、それ以降は中堅の局アナ（曜日替わり）が一人で担当するようになった。

### はみだしセレクション
2002年9月30日 - 2003年9月26日。オープニングトークの途中で、突然「ポヨン♪ポヨン♪ポヨン♪ポヨン♪」とゴムまりがはねるような音がすると、画面が切り替わって斎藤が登場。時事ネタから季節ネタに至るまでの様々な日替わりの話題に基づいて、斎藤が自身で取材を行ったVTRを交えつつ、レギュラー陣に対して詳細に解説をするというコーナー。だいたい8:35頃から「今日の目玉」が始まるまで、5分間ほどのミニコーナーであった。なお、このコーナーがあった期間は、オープニングのフォーマットが前後の時期と大きく異なっていた（後述）。
現在のオープニング第2部は、このコーナーと似た性格のものとなっている。

### はみだし歳時記
2003年6月30日から同年9月25日まで行われていた、5分ほどの企画。二十四節気を基に、その日のキーワードを紹介・解説していく。担当・斎藤。

### はなまるドリル
2008年頃に放送されていたコーナー。コクヨの「ヒラメキ◆ノート」を基にしたコーナーで、開始当初は「はなまるニュース」の前に放送されていたが、2008年8月頃よりニュース後に放送されるようになった。週ごとにテーマを設け（例えば「駅弁」、「お茶」など、季節にふさわしいテーマの場合あり）、それに関するVTRを1分程度流す。ナレーションは堀井美香（臨時で山内あゆが担当したこともあった）。
VTRの途中、「ここでBreak Time」というナレーションがあり、薬丸・岡江・赤荻・曜日レギュラーのうちの1人（あるいは全員）に、テーマに関する質問をする（例えば「一番好きな○○は? □□さん」など）。
最後にVTRの内容に関するクイズを3問、3択で出題する。ナレーションで解説される事項だけではなく、VTR映像を細かく見ていないと正解できない問題も出題される。各問題後に回答札を掲げ、3秒経過後正解が点滅して示される。「全問正解したあなたは○○（人物や物が当てはまる）。」○○とテーマを関連付けた解説をし、VTRが終了する。

### ラスト5秒（クロージングタイトル）
エンディングトークの後CMを挟んでのクロージングタイトル部分。当初は次回の「今日の目玉」（→「とくまる」）の内容を司会者が再度告知する形であったが、その後、その日の「はなまるカフェ」のゲストが「明日もはなまる!」と呼びかける形になっていた。
なお、2010年10月4日より「はなまるニュース」が本編から切り離されたため、現在はエンディングトーク→CM→クロージング→CM→はなまるニュースの順番に変更されており、クロージングの部分で右上隅に「はなまる君」と「CMのあとはニュース」のロゴを表示する形になった。
金曜にニュースとエンディングトークの間にCMが挟まる形になって以降は月曜から木曜のみの実施となったが、2011年頃からは全曜日でクロージングタイトルは設置されていない。

## 書籍
- 至福のお遣いもの―おうちでおめざ（ISBN 4847016068、2005年6月）
- はなまるマーケットプラチナレシピ87（ISBN 4789723674、2004年9月）
- 贈りたい贈られたい逸品至福のお取り寄せ-おうちでおめざ（ISBN 4847015657、2004年7月）
- はなまるマーケット 奥さま虎の穴基本のレシピ（ISBN 4344003527、2003年6月）
- 100yenインテリアスタイル―はなまるマーケット（ISBN 4847014634、2002年8月）
- 「はなまるマーケット」食べてやせるレシピ集（ISBN 4789718573、2002年7月）

他、多数

## 特別番組
これらの特番は非ネット時代の山陰放送・宮崎放送でも放送している。ただし、2008年6月17日放送の「はなまるマーケットありがとう3000回SP」は、通常の放送時間に1時間拡大の放送だったためこの2局ではネットされなかった。また、一部地域では9:55で飛び降りる。
- はなまるマーケット殺人事件：2000年3月10日（『金曜テレビの星!』枠にて）
- はなまるマーケット超豪華!納涼SP：2001年8月10日
- はなまるマーケット超豪華!祝1700回SP：2003年4月18日
- 超豪華版!2000回記念はなまるマーケット!真夏の夜の大感謝祭：2004年8月6日（『スーパーフライデー』枠にて）
- ありがとう10周年!超はなまるマーケット大感謝祭SP!!：2006年9月27日
- はなまるマーケットありがとう3000回SP：2008年6月17日（はなまる名誉会員が学んだレシピ・知恵のVTR「はなまるコレクション」）
- はなまるマーケット　お宝映像すべて見せます　祝15周年大感謝祭SP[32]：2012年1月4日（19:00 - 20:49）

## 歴代スタッフ
- 構成
  - 月曜日：志村和哉、三好千春、清松勝彦
  - 火曜日：高木英幸、村上知行、栗原淳子
  - 水曜日：竹尾明子、鶴間政行、栗原淳子
  - 木曜日：相川真紀、三好千春、坂田愛実
  - 金曜日：古屋啓子、村上知行、西田伸昌、竹田慎
- TM：荒木健一
- TP/TD：南賢治
- TD：井上久徳、大蔵聡、望月隆、原田幸治、中野啓、山田賢司、依田純
- VE：荒井秀訓、岡田雅宏、江川英男、佐藤公幸
- カメラ：斉藤美由紀、柳田智明、朝比奈圭吾、中村年正、宮下政人
- 音声：藤井勝彦、小山太、藤井忍、宇野仁美
- ナレーション: 服部潤、笠原留美、冬馬由美、他
- 照明：ティエルシー
- 編集：エフエフ東放
- 効果：芦田功（アックス）（2009年6月30日までサウンズアートと表記）
- TK：高橋あや（月曜日）、佐々木望（火曜日）、三浦涼子（水曜日）、後藤リカ（木曜日）、桑島晴美（金曜日）
- 美術プロデューサー：飯田稔
- 美術デザイナー：坂根洋子
- 美術制作：鈴木康裕
- タイトル：安居院一展
- 装置：篠原丈裕
- 電飾：吉田晃子
- 花装飾：石井信彦
- 協力：タチカワブラインド、NARUMI、T-fal、Emily Temple Cute、ニコン、東京梨庵、METHOD、サウンドエッグノッグ、Chiyuki
- 制作協力：東京ビデオセンター、ファーストハンド、BMC、JOB-X、TBSトライメディア（旧PEC）、マイカンパニー、フランジャイル、クリーク&リバー社、ウェザーマップ、BOB、リコー企画、ジャニーズ事務所
- 編成：保津章二
- 宣伝：井田香帆里
- AP:  山田淳子（1996年9月30日～2011年9月30日）
- AP：甲坂舞
- ディレクター
  - 月曜日：黄地久美子、高橋淳生、志賀竜介、馬場あづさ、根布長綾、清宮之禎
  - 火曜日：佐藤成幸、大山祐美、丸峯加菜子、山崎三千代、黄地久美子
  - 水曜日：清宮之禎、奥山雄太郎、井上智香子、丸峯加菜子、小森あずみ、山崎三千代、黄地久美子
  - 木曜日：上林愛実、大山里那、氏家綾香、小川雄野
  - 金曜日：南泰信、塩野梨絵、藤本奈七、小林秀行、河合桃子、清宮之禎、小国一貴、細谷健、池浦正隆
- 総合演出：中鉢功（2013年4月 - 2014年3月）
- プロデューサー：吉田映一郎、周麻那、田澤保之、鈴木千春、山本一雄、富原宗祐（吉田と周以外→以前はディレクター）
- 制作プロデューサー：

1. 石川眞実（1996年9月30日 - 2000年頃、初代） →
2. 髙綱康裕（2000年頃 - 2003年頃、2代目 以前はプロデューサー） →
3. 北川雅一（2003年頃 - 2008年9月28日、3代目 以前はプロデューサー） →
4. 内田正（2008年10月1日 - 2014年3月28日、以前はプロデューサー）

- 製作著作：TBS

※小渕優子（現：衆議院議員）はTBS社員時代、本番組のアシスタントディレクターを務めていた（小渕は1998年にTBSを退社）。